# Bursa Atatürkstadion
Het Bursa Atatürk Stadion (Turks: Bursa Atatürk Stadyumu) was de thuisbasis van de Turkse voetbalclub Bursaspor. Zoals vele (voetbal)stadions in Turkije, was ook dit stadion vernoemd naar de grondlegger van het moderne Turkije: Mustafa Kemal Atatürk. Met een capaciteit van 25.661 plaatsen bevond het stadion zich in de stad Bursa.
Haşim İşcan was de architect van het stadion, dat voor het eerst in februari 1950 werd gebruikt. De wedstrijd die destijds werd gespeeld was tussen Akınspor en Acar Idmanyurdu. Het stadion werd in de jaren negentig ook gebruikt voor wedstrijden van het Turks voetbalelftal. Hier werden overwinningen geboekt tegen onder andere Nederland, Duitsland en Ierland. Nadat het stadion tussen 1968 en 2010 diverse renovaties onderging werd het stadion per november 2016 afgebroken.